# Golfo di Biscaglia
Il golfo di Biscaglia o di Guascogna (in francese golfe de Gascogne; in spagnolo golfo de Vizcaya; in basco Bizkaiko golkoa; in bretone pleg-mor Gwaskogn; in galiziano golfo de Biscaia; in occitano golf de Gasconha) è uno spazio marittimo dell'oceano Atlantico vasto circa 223000 km², che si estende dalla costa occidentale della Francia (Bretagna e Pirenei Atlantici) a quella settentrionale della Spagna (Paesi Baschi sino alla Galizia).

## Caratteristiche
Le coste francesi fino alla foce dell'Adour sono piatte e, a sud della foce della Gironda, con dune; oltre la foce dell'Adour le coste diventano rocciose e dirupate; i fondali, bassi a est, nella parte mediana scendono sino a oltre 5000 m.
L'Organizzazione idrografica internazionale definisce il confine del golfo come una linea immaginaria che congiunge Penmarc'h in Finistère al faro di Cabo Ortegal nella provincia della Coruña.

## Fiumi
Il golfo è sede di estuari di molti fiumi:

### Spagna
- il Bidasoa
- l'Oria
- l'Urola
- il Nervión
- il Nalón
- il Pas

## Venti
I venti forti del mare del nord che battono il golfo sono originati dalle basse pressioni localizzate sulle isole britanniche ed il mar del Nord, combinate con l'anticiclone delle Azzorre.

## Attività
- La formazione rilevante di onde lungo il litorale favorisce la pratica del surf nelle stazioni balneari della Costa d'Argento (in Aquitania, tra la foce della Gironda e la foce dell'Adour) e della costa Basca
- Il golfo possiede delle risorse ittiche che favoriscono la pesca
- Anche il cabotaggio è un'importante attività del golfo: traversata Spagna-Inghilterra con due linee di traghetti Santander-Plymouth e Bilbao-Portsmouth.
- La presenza di numerose stazioni balneari favorisce anche una notevole attività turistica; le stazioni più note sono: La Baule-Escoublac, Les Sables-d'Olonne, Royan, Arcachon, Biarritz, San Sebastián.

## Importanza per la biologia
Numerose specie di pesci ed organismi marini di faune temperate calde (ad esempio la cernia bruna, l'orata ed il sarago maggiore) trovano qui il loro limite nord. Così pure molte specie a distribuzione settentrionale trovano in questo golfo il loro limite sud (ad esempio il merluzzo).

## Porti commerciali

### Francia
- Brest
- Lorient
- Nantes-Saint-Nazaire
- La Rochelle-Pallice
- Bordeaux
- Bayonne

### Spagna
- San Sebastián
- Bilbao
- Santander
- Gijón